# Tom Moon
Tom Moon (3 november 1960) is een Amerikaanse tenorsaxofonist in de jazz, componist en auteur.

## Biografie
Moon studeerde muziek aan de University of Miami en trad in Miami op als saxofonist. Hij maakte een jaar deel uit van de Maynard Ferguson Big Band. Daarnaast begon hij steeds meer over muziek te schrijven, waaronder meerdere jaren voor de Miami Herald. In 1988 verhuisde hij naar Philadelphia en werd daar een vaste medewerker bij de Philadelphia Inquirer. Daarnaast werkte hij vanaf 1996 voor het programma All Things Considered van National Public Radio. Moon kreeg twee keer een ASCAP-Deems Taylor Music Journalism Award. Hij was hiernaast nog steeds muzikaal actief als musicus en componist. Hij speelde in Latin-bands en toerde met een rockgroep, ook werkte hij op cruiseschepen en in theaterbands. In 2011 nam hij met zijn groep, Moon Hotel Lounge Project, zijn debuutalbum op, Into the Ojalá (Frosty Cordial Records), een plaat met eigen composities.
Als auteur en criticus werd Moon vooral bekend door zijn boek 1000 Recordings to Hear Before You Die (Workman Publishing, 2008). Hij schreef ook bijdragen over jazz en popmuziek voor onder meer de bladen Rolling Stone, GQ, Blender, Spin en Vibe.